# خارش هفت‌ساله
خارش هفت‌ساله (به انگلیسی: The Seven Year Itch) فیلمی به کارگردانی بیلی وایلدر کارگردان آمریکایی است که در سال ۱۹۵۵ منتشر شد.
خارش هفت‌ساله نمایش کمدی رمانتیکی با سه هنرپیشه است که جورج اکسل رُد آن را نوشته است. نمایش اولین بار ۲۰ نوامبر ۱۹۵۲ در فالتن تئاتر نیویورک، با کارگردانی جان گرستاد روی صحنه رفت.
سال ۱۹۵۵ شرکت فیلم سازی فاکس قرن بیستم نسخه سینمایی این نمایش را با بازی مریلین مونرو و تام اِول، به کارگردانی بیلی وایلدر عرضه کرد که یکی از موفق‌ترین و مورد توجه‌ترین فیلم‌های کمدی زمان خود و پرفروش‌ترین فیلم تابستان آن سال آمریکا شد.

## داستان

مریلین مونرو در صحنه معروفی از فیلم «خارش هفت‌ساله»، با وجودی که در تبلیغات فیلم از این صحنه استفاده شد، در آن زمان (۱۹۵۵) نامناسب تشخیص داده شد و از فیلم حذف شد.

مردی متأهل ساکن نیویورک خانوادهٔ خود را برای تعطیلات به مسافرت می‌فرستد و «برای پول در آوردن» در محل کارش که یک دفتر انتشاراتی است، می‌ماند. روز بعد که به آپارتمان خود برمی‌گردد متوجه می‌شود که به جای همسایهٔ قبلی، دختر جوان جذابی (مریلین مونرو) جایگزین او شده‌است. به صورت اتفاقی، دختر آن شب به خانهٔ مرد دعوت می‌شود.
فردای آن روز در محل کار، زن همسایه، از ذهن مرد میانسال بیرون نمی‌رود. اتفاقاً روانشناسی به محل کار مرد می‌آید که می‌خواهد کتابی را با این ایده چاپ کند که «مردان متأهل میانسال در سال هفتم ازدواجشان دچار خارش می‌شوند»...